# Krista Kosonenová
Krista Erika Kosonenová (* 28. května 1983 Espoo) je finská herečka. Je absolventkou uměleckého lycea v Kalliu a Divadelní akademie v Helsinkách. Hrála v helsinském divadle Ryhmäteatteri, v městském divadle v Turku ji režisér Andrij Žoldak obsadil do role Anny Kareninové. Jejím prvním filmem byla v roce 2006 koprodukční fantasy Věčný bojovník. Kanadský režisér Denis Villeneuve ji obsadil do oceňovaného vědeckofantastického filmu Blade Runner 2049. Od roku 2010 Kosonenová účinkuje v komediálním skečovém pořadu televize MTV3 Putous. Hrála také v televizních seriálech Zpřítomnělí a Ve stínu tajných služeb.
V letech 2011 a 2014 jí byla udělena televizní cena Kultainen Venla. Dvakrát získala cenu Jussi: v roce 2016 za titulní roli ve filmu Porodní bába a v roce 2018 za roli Angely ve filmu Miami. Na festivalu v Šanghaji získala v roce 2016 Zlatý pohár pro nejlepší herečku.
Jejím manželem je režisér Antti Jokinen, mají dva potomky.

## Filmografie
- 2006 Věčný bojovník
- 2007 Rok vlka
- 2010 Princezna
- 2011 Risto
- 2012 Cesta na sever
- 2012 Očista
- 2013 Co děláme pro lásku
- 2015 Porodní bába
- 2016 Květy zla
- 2017 Blade Runner 2049
- 2017 Miami
- 2019 Psi nenosí kalhoty
- 2019 Síla zvyku
- 2020 Helene
- 2020 Tove
- 2022 Palimpsest